# Liu Hu (journaliste)
Pour les articles homonymes, voir Liu.
Liu Hu est un journaliste chinois engagé en faveur de la lutte contre la corruption en Chine.
Il est connu pour avoir illustré, par son cas personnel, les dérives du Système de crédit social développé par le gouvernement chinois, visant la mise en place d'ici 2020 un système national de réputation des citoyens et des entreprises,.

## Biographie
Liu Hu est né et a grandi dans le district de Yubei à Chongqing.
Au milieu de l'année 2013, au cours de la campagne anti-corruption menée par le Parti communiste chinois, Liu Hu accuse de corruption l'homme politique Ma Zhengqi, dans des reportages publiés en son nom propre,. Le 23 août 2013, Liu Hu est arrêté par la police de Beijing pour diffamation, et envoyé au centre de détention de Beijing.
Liu n'a finalement pas eu gain de cause et a été forcé de publier des excuses publiques et de payer une amende. Il a cependant refusé de payer une amende supplémentaire imposée par le tribunal. Le statut de Liu Hu dans le système de crédit social chinois a été fortement affecté par cette affaire et il a été par la suite confiné dans sa résidence à Chongqing. Ses comptes de réseaux sociaux ont depuis été fermés et sa capacité à acheter des billets de train, à contracter des emprunts et à se déplacer sur le territoire ainsi qu'à l'étranger, est dorénavant soumise à des restrictions légales.